# Ialorixá

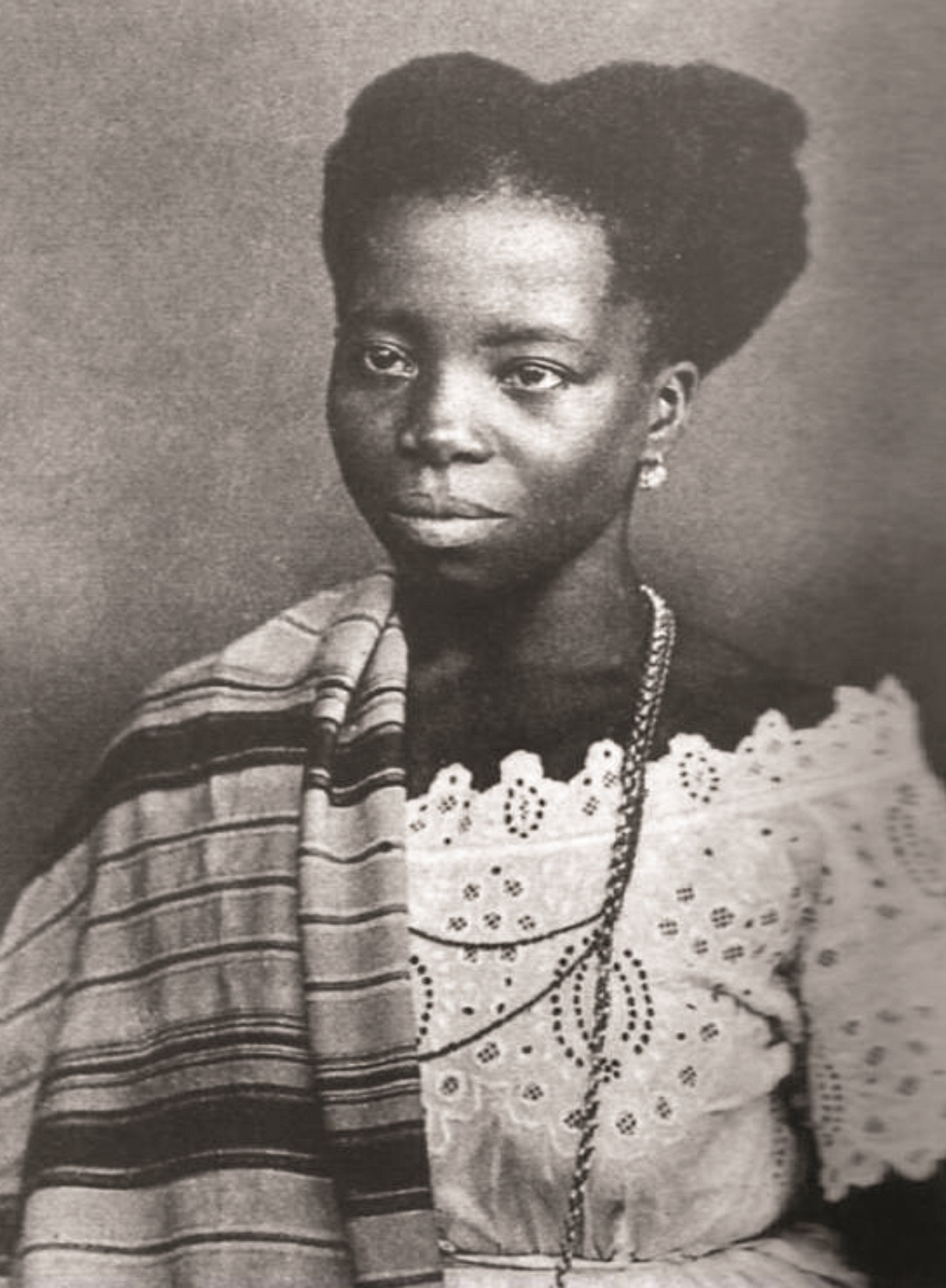
Tia Ciata, mère de saint à Rio de Janeiro originaire de Bahia.

Une Ialorixá ou iyalorixá,, (en yoruba : iyálorìṣa), également connue sous le nom de mãe de santo (mère de saint), est la prêtresse d'un terreiro, que ce soit candomblé, umbanda ou quimbanda.

## Étymologie
Les Orixás (ou Orishas) sont des divinités de la religion yoruba. Iá (en yoruba : Iyá) et la combinaison iaiá signifie « maman », une façon affectueuse de parler à sa mère ou à la dame de la propriété, est souvent utilisée par les esclaves. C'est un mot utilisé dans de nombreux segments des religions afro-brésiliennes, principalement en candomblé. Il peut être utilisé avant un mot, comme c'est le cas avec iabassê (pt), iaquequerê,, ialorixá, iá Nassô (pt), car le mot peut être utilisé pour désigner Iyami (ma mère), également appelée Iami-Ajé (ma mère sorcière) ou Iami Abá (ma mère âgée).

## Description
Elle est responsable de tout ce qui se passe dans le terreiro, où rien ne se fait sans son autorisation. Sa fonction est sacerdotale : elle consulte les orishas à travers le jeu de buccins (pt), puisqu'au Brésil on n'a pas l'habitude de consulter le babalaô, qui est le prêtre suprême du jeu d'Ifá, en raison de son absence dans la tradition afro-brésilienne depuis la mort de Martiniano Eliseu do Bonfim (pt). Selon le plus ancien, c'est vers 1943 qu'est mort le dernier prêtre suprême babalaô du culte Ifá au Brésil et, depuis lors, il n'y a plus eu de participation active d'un babalaô aux rites.

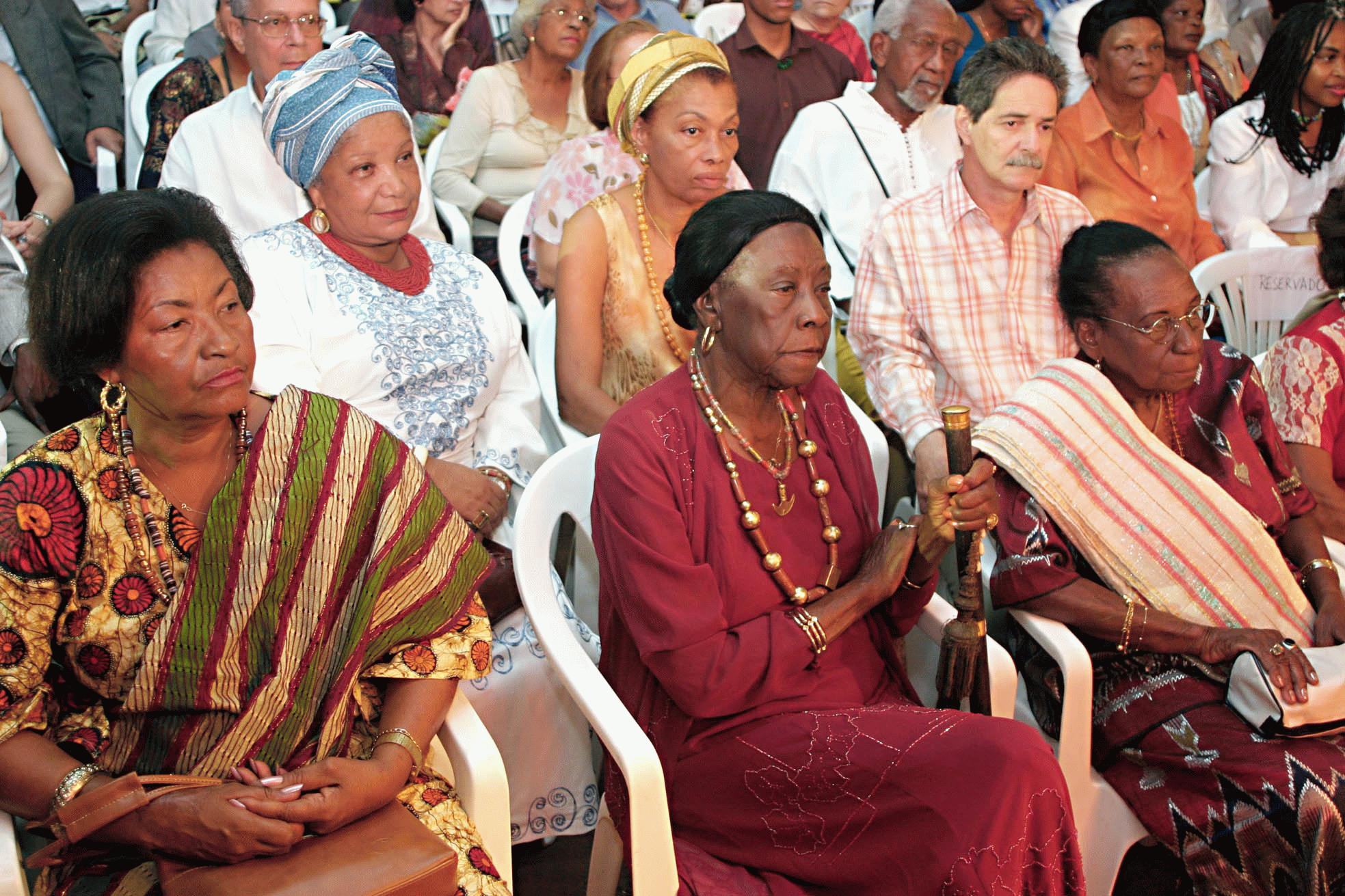
Ialorixás du Candomblé : au centre, Mère Olga do Alaqueto

Durant cette période, le professeur Agenor Miranda (pt) est appelé à jouer le jeu pour découvrir auprès des orishas qui serait la mère du saint des grands terreiros de Bahia. Avec les progrès technologiques et l'immigration volontaire des Africains au Brésil, de nouveaux babalaôs ont commencé à émerger dans la tradition du Candomblé. Il faut différencier le jeu d'Ifá du jeu de merindilogum (pt)et du jeu de buccins.
Elle compte sur l'aide de nombreuses personnes pour gérer la maison, et chacune a un rôle précis dans la hiérarchie du Candomblé (pt), mais chacun sait tout faire en cas d'urgence. La responsabilité, le nombre de filles de saint (pt), de clients et le nombre de problèmes à résoudre dans un grand terreiro ne peuvent être comparés à ceux d'une maison plus petite. C'est pour cela que la ialorixá des grandes maisons compte avec l'aide d'un groupe d'assistants.
Dans les maisons plus petites, la ialorixá, en plus de la fonction sacerdotale, a plusieurs autres fonctions et doit connaître les feuilles sacrées (pt), leurs secrets et leurs applications liturgiques. Dans le cas de rituels liés aux eguns (pt), soit elle se spécialise, soit elle consulte un Ojé (pt). Lorsque cela est nécessaire, lorsque la maison n'a pas encore d'axogum (pt) confirmé, elle fait elle-même les sacrifices. Lorsque la maison n'a pas encore d'alabê (pt), normalement l'ialorixá invite les alabês des maisons sœurs à jouer au Candomblé. En l'absence de l'iabassê ou de l'equede (pt), elle prépare elle-même la nourriture des orishas, coud les vêtements des iaõs (pt), fait les courses, etc. Les ialorixás les plus populaires, les plus connus et les plus remarquables étaient Mãe Olga do Alaqueto (pt),, Mãe Aninha (pt), Mãe Senhora (pt),  Mãe Menininha do Gantois (pt) et Tia Ciata.

### Filmographie
- (pt) Mãe de Santo (pt), mini-série brésilienne de Paulo César Coutinho, 1990.